# Lepidocyrtinae
Lepidocyrtinae zijn een onderfamilie van springstaarten binnen de familie van Entomobryidae. De onderfamilie telt 26 geslacht en 640 soorten.

## Geslachten
- Acanthurella (5 soorten)
- Lepidiaphanus (2 soorten)
- Lepidocyrtus (Acrocyrtus) (18 soorten)
- Lepidocyrtus (Allocyrtus) (1 soort)
- Lepidocyrtus (Ascocyrtus) (4 soorten)
- Lepidocyrtus (Carocyrtus) (3 soorten)
- Lepidocyrtus (Cinctocyrtus) (11 soorten)
- Lepidocyrtus (Dahlcyrtus) (4 soorten)
- Lepidocyrtus (Lanocyrtus) (23 soorten)
- Lepidocyrtus (Lepidocyrtus) (171 soorten)
- Lepidocyrtus (Onerocyrtus) (4 soorten)
- Lepidocyrtus (Setogaster) (11 soorten)
- Lepidocyrtus (256 soorten)
- Lepidokrugeria (1 soort)
- Lepidoregia (1 soort)
- Lepidosinella (1 soort)
- Metasinella (Metasinella) (1 soort)
- Metasinella (Sulcuncus) (9 soorten)
- Metasinella (10 soorten)
- Pseudocyrtus (3 soorten)
- Pseudosinella (338 soorten)
- Rambutsinella (2 soorten)
- Rhynchocyrtus (1 soort)
- Sinelloides (2 soorten)
- Urewera (17 soorten)
- Vietsira (1 soort)